# مزرعة بالا
مزرعة بالا هي قرية في مقاطعة أصفهان، إيران. عدد سكان هذه القرية هو 41 في سنة 2006.